# アジャストメント (映画)
『アジャストメント』（原題:The Adjustment Bureau）は、2011年に公開されたアメリカのSF恋愛サスペンス映画である。アイディアは『悪夢機械』に所収されるフィリップ・K・ディックの短編小説『調整班』。キャッチコピー は「《操作》された運命に逆らえ」｡

## ストーリー
スラム出身のデヴィッド・ノリスは、アメリカ合衆国議会の上院議員に立候補する。若いながらも饒舌な話術で人気を集め、選挙で有利に立つデヴィッドだが、選挙戦中に行われた同窓会で下半身を露出した写真が流出してしまった。間もなく投票日を迎えるが落選は決定的であり、男子トイレで敗北宣言の内容を考えていると、何者かに追われているダンサーのエリース・セラスと出会う。2人は惹かれ合うが、エリースは追っ手から逃げるため去っていく。
その後、選挙参謀であったチャーリーの会社の役員として迎えられたデヴィッドは、出社するために乗ったバスでエリースと偶然再会する。運命的な再会に歓喜するデヴィッドだが、会社に到着すると黒ずくめの集団が怪しい作業を行っており、逃げようとするも拉致されてしまう。
“調整員”と名乗る彼らは“運命調整局”という組織に属しており、世界の調和とバランスを監視し、人々の運命を操作して“調整”しているのだという。調整員の1人ハリー・ミッチェルはデヴィッドがバスに乗り遅れるように調整しようとしたが失敗し、チャーリーの会社では失敗を取り戻すための再調整が行われていたのだ。ハリーの上司リチャードソンは事情を説明した上で、調整員について忘れることを条件にデヴィッドを解放するが、「エリースに会ってはいけなかった」として電話番号が書かれたメモを燃やしてしまう。
エリースへの未練を断ち切れないデヴィッドのもとに現れたハリーは、「質問に答える」と告げてデヴィッドを人の少ないフェリーに連れ出す。ハリーはデヴィッドの疑問に一通り答えると、最後に「エリースを探しても調整が入り見つけられない」と告げた。
しかし3年後、同じ時間のバスに乗り続けたデヴィッドは歩道を歩くエリースを発見する。バスを止めて彼女のもとへ駆け寄り、予定をキャンセルしてエリースと並んで歩き会話に花を咲かせるデヴィッドだが、事態を察知したリチャードソンが現地に訪れていた。デヴィッドはリチャードソンの調整によってエリースと別れることになり、予定通りに上院議員選挙への出馬を発表するが、その直後に胸騒ぎを感じてエリースを探すため駆け出してしまう。リチャードソンは姿を現してデヴィッドを制止するが、彼は調整による妨害にも屈さずエリースのもとへ向かい続け、ついに彼女がダンスのリハーサルをしているスタジオに到着する。一足遅れてやって来たリチャードソンは「いずれ後悔する」と告げて去っていった。
運命調整局に戻ったリチャードソンは上司から、デヴィッドとエリースは生まれてからずっと結ばれる運命だったが、2005年に運命が変更されたのだと知らされる。変更までの期間が長かったために現在でも以前の運命が強く影響してしまい、2人は惹かれ合って何度も再会してしまうのだという。運命調整局は2人を引き離すため、新たにトンプソンという調整員を送り込む。
デヴィッドはエリースと結ばれるが、TV番組でのインタビューを終えたところでトンプソンの罠にかかり、軟禁状態に陥ってしまう。彼の目の前に現れたトンプソンは運命を人間任せにした過去の悲劇を語るとともに、デヴィッドがエリースと一緒にいれば悪影響を受けて人生に失敗し、彼女と別れればいずれ大統領にもなることを告げる。それでもデヴィッドは「運命は自分で選ぶ」と譲らず、トンプソンは仕方なく彼を解放する。エリースが出演するバレエの公演に間に合ったデヴィッドが彼女の演技に感動していると、再び現れたトンプソンは「エリースと結ばれれば彼女も成功できない」と話し、直後にエリースは捻挫してしまう。エリースの将来のためにデヴィッドは身を引くことを決意し、彼女の前から姿を消した。
11ヵ月後、議員として成功する道を順調に進むデヴィッドは、ダンサーとして成功したエリースが元婚約者と復縁し結婚することを知る。ハリーは気落ちするデヴィッドを呼び出すと、エリースと結ばれると悪影響を受けるというのはトンプソンの嘘で、本当は心が満たされて大統領を目指さなくなるのだと明かす。事実、エリースに出会ってからのデヴィッドは大統領になるという野心が薄れていた。2人は協力し、トンプソンの妨害を回避してエリースが婚姻を届け出る裁判所へ向かう計画を立てる。
なんとかエリースと再会したデヴィッドは彼女に謝罪するとともに、調整によって運命が操作されていることを明かす。事態を把握したトンプソンはデヴィッドの脳をリセットすることを決めるが、デヴィッドはエリースを連れて逃げ回る。エリースは状況を飲み込めず混乱するものの、デヴィッドの必死の説明を受けて落ち着くと、全てを捨ててでも彼と結ばれることを選び、共に“議長”と呼ばれる存在を探して運命調整局に乗り込んでいく。
2人は運命調整局の中で追われながら議長を探すが、やがて屋上に追い詰められ、別れを覚悟して口付けを交わす。すると、追っ手が消えて代わりにトンプソンが立っており、すぐに議長からの知らせを持ってきたハリーも現れた。知らせを見たトンプソンが去ると、ハリーは2人に「議長は運命を書き直した」と告げ、2人に運命の書を見せる。デヴィッドとエリースの運命は、白紙の未来を並んで進んでいた。

## キャスト
※括弧内は日本語吹替
デヴィッド・ノリス
演 - マット・デイモン（平田広明）
スラム出身の元下院議員。最年少で当選した。フォーダム大学在籍中はバスケットボール選手だった。愚直でありながらも肝心な時に理性の抑えが利かないという欠点を持ち、下院に当選した際もバーで乱闘騒ぎを起こしている。
エリース・セラス
演 - エミリー・ブラント（魏涼子）
バレエダンサー。恋多き女性であったが偶然出会ったデヴィッドと互いに惹かれ合い、彼以外との恋愛に魅力を感じなくなってしまう。
ハリー・ミッチェル
演 - アンソニー・マッキー（白熊寛嗣）
調整員。デヴィッドの運命の調整を担当するが、失敗してエリースと再会させてしまう。担当を外された後もデヴィッドのことを気にかけ、密かに彼に協力する。
リチャードソン
演 - ジョン・スラッテリー（金尾哲夫）
調整員。ハリーの上司。有能かつ真面目。失敗したハリーの尻拭いとしてデヴィッドを担当することになる。
チャーリー・トレイナー
演 - マイケル・ケリー（小形満）
会社経営者。デヴィッドの友人で、上院議員の選挙では彼の参謀を務めていた。
トンプソン
演 - テレンス・スタンプ（稲垣隆史）
調整員でリチャードソン以上の立場。ハンマーという通り名を持っており、調整のためには強引な手段も辞さない。引退していたが召喚された。
マクレディー
演 - アンソニー・ルイヴィヴァー
メイズ警官
演 - ブライアン・ヘイリー
ドナルドソン
演 - ドニー・ケシャワルツ
調整員。リチャードソンの上司。
ジョン・スチュワート
演 - ジョン・スチュワート

## 設定
調整員
世界のバランスを監視し、調整する役目を負った存在。人間の行動をほんの少し変えることで、定められた運命に沿うように調整していく。ただし、思考を変更するのは大掛かりな作業となるため、専用の機械を必要とする。運命に逆らおうとする人間を察知する能力を持っており、選択肢が限定された質問を投げかければ相手の答えを読み取ることもできる。
被っている帽子は扉の施錠を無視し、ドアを別の空間に繋げる効果がある。また、運命の書という本を持っており、それによって対象の運命が向かう先や運命が確定する条件を知ることができるが、対象が水の上にいる場合や豪雨の中にいる場合は正しく機能しない。
議長
調整員の上位存在。人々の運命を決めるだけでなく、状況に応じて変更を加えることも行う。
ハリー曰く「誰もが気が付かない内に会っている」という。

## 製作
メディア・ライツ・キャピタルによって開かれたオークションでユニバーサル・ピクチャーズが映画を購入する。2009年2月24日にマット・デイモン、2009年7月14日にエミリー・ブラントが参加することが『バラエティ』により報じられる。同年9月には製作開始が計画されている。

## 評価
レビュー・アグリゲーターのRotten Tomatoesでは263件のレビューで支持率は71%、平均点は6.60/10となった。Metacriticでは41件のレビューを基に加重平均値が60/100となった。